# Cap Cerbère

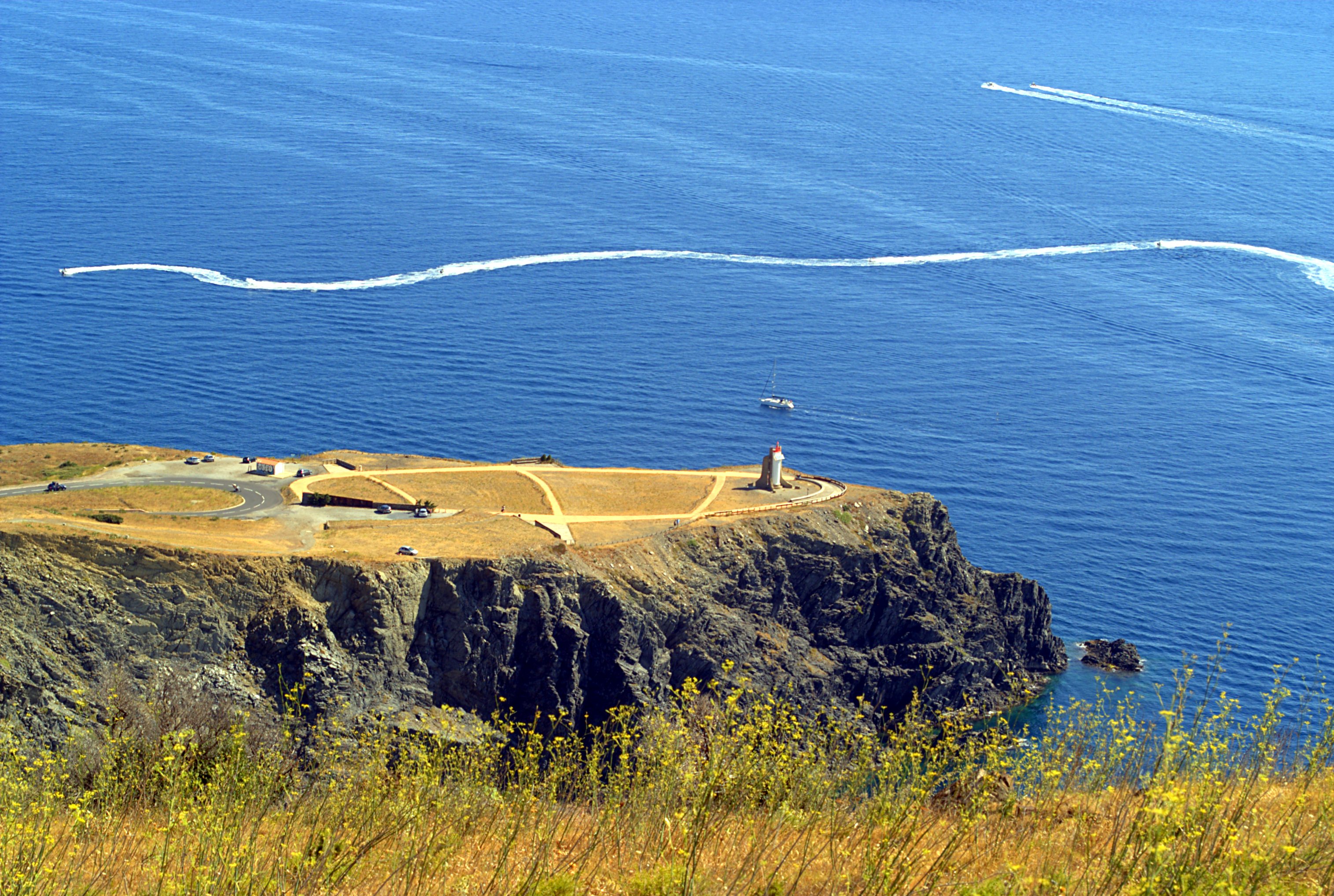
Le cap Cerbère vu depuis le Puig de Cervera

Le cap Cerbère (en espagnol, cabo Cervera) est un cap situé sur la commune de Cerbère dans les Pyrénées-Orientales. 
On y trouve le phare du cap Cerbère.

## Géographie
C'est le dernier cap en France avant la frontière franco-espagnole, sur la côte Vermeille.
L'avancée rocheuse est orientée vers le nord, et occupe une surface de 30 ha.